# Стружков, Феликс Эмильевич
Стружко́в Феликс Эмильевич (07 ноября 1929 года — 20 августа 1975 года) — советский геолог. Руководитель Чаунского РайГРУ, первый начальник Дукатской геологоразведочной экспедиции, основатель дукатского ГОКа, член райкома КПСС, председатель внештатной комиссии по руководству народным хозяйством при РК КПСС. Под его руководством был открыт ряд месторождений. Внес большой вклад в развитие сырьевой базы и экономики Магаданской области СССР.

## Биография
Феликс Эмильевич родился в 1929 году в г. Ленинграде в семье служащего. Окончил Московский институт цветных металлов и золота имени М. И. Калинина в 1953 году. Далее начал геологическую трудовую деятельность в Магаданской области СССР, где до конца дней занимался разведкой месторождений золота, серебра, олова и ртути на Чукотке и Колыме. В 1957 году из главного геолога Янского районного геолого-разведочного управления был переведен на место начальника отдела Чаунского районного геологоразведочного управления (РайГРУ). За 15 последующих лет службы прошел путь до руководителя управления (заместил Чемоданова Н. И.). В то же время совместно с Обручевым, Чемодановым, Паракецовым, Сидоровым, Ларионовым и Полэ участвовал в формировании Чаунской школы геологов.
В 1971 году стал начальником Чаунской комплексной ГРЭ. С 1972 года назначен начальником Дукатской ГРЭ. Совместно с главным геологом Дукатской ГРЭ Наталенко В. Е. занимался разведкой месторождения Дукат. Впоследствии ими были открыты месторождения «Гольцовое», «Арылах», «Лунное», «Тидид» и другие.
Проводил опытно-методические работы связанные с геоморфолого-геологическими изысканиями на Чукотке.
Феликс Эмильевич нередко публиковался. В частности, в окружной газете «Советская Чукотка» были напечатаны его статьи «Жизнь, отданная Северу» (1970, посвящённая Рохлину М. И.) и «Сергей Обручев, первопроходец…» (1971).
Работа Стружкова Ф.Э  отличалась государственным подходом к делу, требовательностью, инициативой с высокой самоотдачей. Его неоднократно избирали членом райкома КПСС. Феликс Эмильевич внес существенный вклад в создании и развитие поселка Дукат, при его содействии были построены первые жилые дома, детский сад, школа, клуб, магазин и некоторые другие объекты поселка. 

## Награды
Был награждён медалями и орденами «Трудового Красного Знамени», «Знак Почёта». Посмертно стал лауреатом Государственной премии СССР. Удостоверение к его значку «Отличный дружинник» хранится в коллекции Магаданского областного краеведческого музея.

## Память
20 августа 1976 года на руднике «Дукат» Феликсу Эмильевичу установлен памятник.
Стружков послужил прообразом геолога Столярова К. Э., главного героя романа «Гора» Глебовой Л. Д., вышедшего в 1991 году.
Из воспоминания Ртищевой Л. И. (главный геолог Дукатской горно-геологической компании, заместитель председателя Северо-Восточной территориальной организации профсоюза работников природноресурсного комплекса РФ):

«Пример для подражания — первый начальник экспедиции Феликс Стружков, всегда энергичный, подтянутый, успевал руководить двухтысячным коллективом, строить поселок, к утренней планерке осмотреть забои шести штолен и 12 буровых и посещать геологические четверги».